# رقاقس وبري
رقاقس وبري (الاسم العلمي:Androsace villosa) هو نوع من النباتات يتبع جنس الرقاقس من فصيلة الربيعية.